# کامپونگ‌سم
۱۱°۵۹′۱۳٫۳″ شمالی ۱۰۵°۲۷′۴۳٫۳″ شرقی / ۱۱٫۹۸۷۰۲۸°شمالی ۱۰۵٫۴۶۲۰۲۸°شرقی
کامپونگ‌سم شهری در کشور کامبوج است که جزو تقسیمات اداری کامپونگ‌سم محسوب می‌شود و جمعیت آن براساس سرشماری سال ۱۹۹۸ میلادی ۴۵٫۳۵۴ نفر بوده که در سال ۲۰۰۵ میلادی به ۵۲٫۳۶۱ نفر افزایش یافته‌است.